# Doug Ford

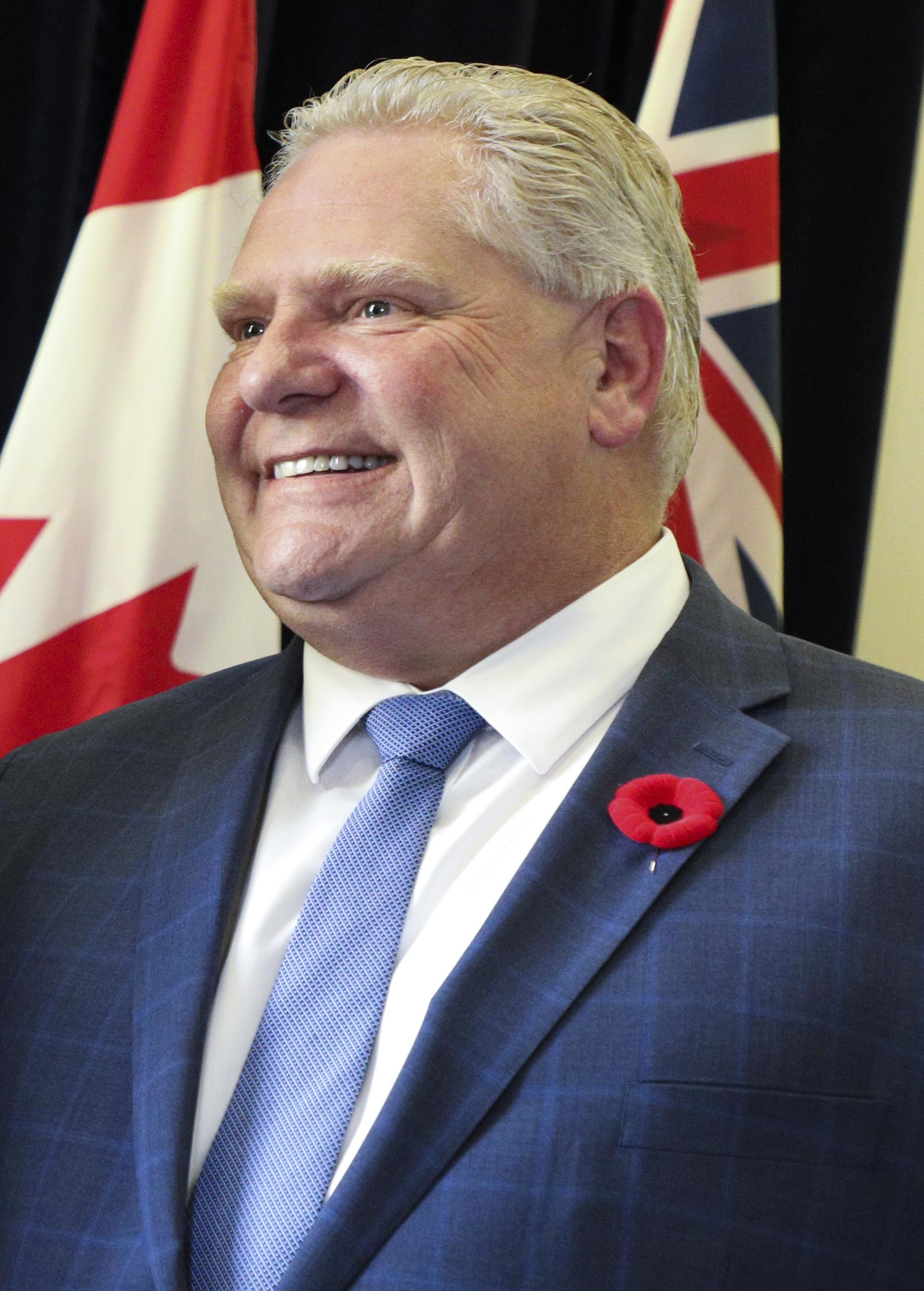
Doug Ford (2018)

Douglas Robert Ford Jr.  (* 20. November 1964 in Etobicoke) ist ein kanadischer Unternehmer und Politiker. Als Mitglied der Progressive Conservative Party of Ontario ist er seit Juni 2018 Premierminister von Ontario.

## Laufbahn
Ford war das zweite von vier Kindern von Douglas Bruce Ford und Ruth Diane Ford (geb. Campbell). Er besuchte fünf Jahre lang das Scarlett Heights Collegiate Institute und erwarb 1983 seinen Abschluss. Anschließend besuchte er zwei Monate lang das Humber College, bevor er sein Studium abbrach. In den 1990er Jahren beteiligte sich Ford an der Leitung von Deco Labels and Tags, einem Unternehmen, das sein Vater 1962 mitbegründet hatte. Das Unternehmen stellt druckempfindliche Etiketten für in Plastik verpackte Lebensmittel her. Doug Ford wurde 2002 Präsident des Unternehmens und war für die Expansion des Unternehmens nach Chicago verantwortlich.
Ford begann sich erstmals in den 1990er Jahren politisch zu betätigen, als er sich an den Wahlkampagnen seines Vaters für einen Sitz in der Legislativversammlung von Ontario beteiligte. 2010 wurde Ford in den Toronto City Council gewählt. Ford kandidierte bei den Bürgermeisterwahlen 2014 in Toronto, wo er hinter John Tory den zweiten Platz belegte. Im Jahr 2018 gewann Ford die Wahl zum Parteivorsitzenden der Progressive Conservative Party of Ontario und führte diese bei den Wahlen 2018 in Ontario zu einem Sieg, womit er zum Premierminister wurde.
Als Reaktion auf die Erhöhung der Zölle durch den US-amerikanischen Präsidenten Donald Trump drohte Ford Anfang März 2025 mit der Einstellung der Stromexporte von Ontario in die USA.

## Familiäres
Ford stammt aus einer politisch einflussreichen Familie. Doug Fords Vater war ein Unternehmer und Mitglied der Legislativversammlung von Ontario. Doug Fords Bruder Rob Ford war von 2010 bis 2014 Bürgermeister von Toronto. Doug selbst ist mit Karla Middlebrook verheiratet und Vater von vier Kindern.